# 杰弗里·H·帕尔默
杰弗里·H·帕尔默（1950年5月11日—）是一位美国犹太裔房地产富商，共和黨的重要资助者。